# Эрика Бойер
Эрика Бойер (англ. Erica Boyer, настоящее имя Аманда Маргарет Дженсен (англ. Amanda Margaret Jensen), урождённая Гантт (Gantt), 22 декабря 1956, Андалужа, Алабама — 31 декабря 2009, Панама-Сити-Бич, Флорида) — американская порноактриса, член залов славы AVN и XRCO.

## Ранняя жизнь
Родилась в штате Алабама 22 декабря 1956 года. Отец — Джозеф Брекенридж Гант (Joseph Breckenridge Gantt), шериф, в мае 1965 года был помощником генерального прокурора в качестве обвинителя в деле против Колли Вилкенса за убийство активистки по гражданским правам Виолы Лиуццо 25 марта 1965 года.

## Карьера
До своего дебюта в порно, работала в театре братьев Митчелл О'Фаррелл в Сан-Франциско, танцуя и выступая в живых секс-шоу. Карьеру порноактрисы начала в 1974 году. Снялась в 184 фильмах после начала своей порно-карьеры с Beyond De Sade. Вернулась в индустрию, чтобы снова работать с Мэрилин Чемберс в Dark Chambers. После выхода на пенсию, открыла собственный бизнес по массажной терапии в Коко-Бич и выполняла волонтерскую работу в качестве клоуна и гримёра.

## Личная жизнь
Была замужем за Рэндом Готье (сценическое имя — Austin Moore) в конце 80-х. Брак был недолгим. Вторым мужем был бывший игрок НФЛ Деррик Дженсен. У них был один сын, Дэвис, которому на момент её смерти было 12 лет. Те, кто знал Бойер, описывают её как бисексуальную лесбиянку. Её подруга Нина Хартли назвала Эрику Бойер одной из пары настоящих лесбиянок-актрис в индустрии, но заявила, что Бойер тогда «недавно вступила в брак с мужчиной», добавив, что Бойер была «в основном бисексуалкой». В специальном выпуске журнала Hustler 1989 года Бойер сказала в интервью, что она была исключительно лесби и просто снималась в сценах с мужчинами за деньги.

## Смерть
Погибла в пешеходной аварии в канун Нового года (2009), в возрасте 53 лет. В то время она была замужем и имела сына. По сообщениям, смерть наступила мгновенно, в тот момент когда её сбил человек, управлявший 4-дверным Hyundai 2001 года.

## Награды
- 1985 XRCO Award — Lascivious Lesbian — Body Girls (вместе с Робин Эверетт)[16]
- Зал славы AVN
- 1991 Зал славы XRCO[4][17]
- 1998 Зал славы Legends of Erotica[18]